# Lijst van oorlogsmonumenten in Wijdemeren
De Nederlandse gemeente Wijdemeren heeft 5 oorlogsmonumenten. Hieronder een overzicht.
| Nr.  | Object                               | Herdachte groep | Ontwerper                       | Onthulling       | Type            | Locatie                           | Plaats              | Coördinaten                  | Foto            |
| ---- | ------------------------------------ | --- | ------------------------------- | ---------------- | --------------- | --------------------------------- | ------------------- | ---------------------------- | --------------- |
| 281  | Joods monument                       | vervolgden Nederland, verzet Nederland                                                                                 |                                 | 11 augustus 1987 | gedenksteen     | Nieuw-Loosdrechtsedijk 1, 1231 KL | Loosdrecht          | 52° 7' 18" NB, 5° 44' 39" OL |                 |
| 421  | Oorlogsmonument                      | algemeen, militairen in dienst van het Ned. Kon. 1940-1945, burgerslachtoffers, vervolgden Nederland, verzet Nederland |                                 |                  | gedenksteen     | J.F. van Heumenhof, 1241          | Kortenhoef          |                              |                 |
| 1358 | Monument in sportcomplex 'Berestein' | burgerslachtoffers, vervolgden Nederland                                                                               |                                 |                  | plaquette       | Kininelaantje 9, 1243 LD          | 's-Graveland        | 52° 13' 28" NB, 5° 8' 6" OL  |                 |
| 1814 | Oorlogsmonument                      | algemeen, burgerslachtoffers                                                                                           | K. Scherpenhuijsen (15-05-1926) | 14 januari 1995  | gedenksteen     | Kerkstraat 34, 1394 CX            | Nederhorst den Berg | 52° 15' 48" NB, 5° 2' 37" OL | Oorlogsmonument |
| 1842 | Monument voor Albertus van Benschop  | burgerslachtoffers, vervolgden Nederland                                                                               |                                 | 14 januari 1946  | beeld/sculptuur | Dammerweg 6, 1394 GM              | Nederhorst den Berg | 52° 15' 54" NB, 5° 2' 45" OL |                 |
| 3961 | Gedenkkruis voor Mijndert Vlug       | burgerslachtoffers |                                 |                  | kruis           | Horndijk 1A, 1231NV               | Oud-Loosdrecht      | 52° 12' 28" NB, 5° 4' 5" OL  |                 |
| 2056 | Oorlogsmonument                      | burgerslachtoffers, verzet Nederland                                                                                   | Paul Grégoire (1915-1988)       |                  | beeld/sculptuur | Nieuw-Loosdrechtsedijk, 1231 KL   | Loosdrecht          | 52° 7' 18" NB, 5° 44' 39" OL | Oorlogsmonument |

Aalsmeer ·
Alkmaar ·
Amstelveen ·
Amsterdam ·
Bergen ·
Beverwijk ·
Blaricum ·
Bloemendaal ·
Castricum ·
Den Helder ·
Diemen ·
Dijk en Waard ·
Drechterland ·
Edam-Volendam ·
Enkhuizen ·
Gooise Meren ·
Haarlem ·
Haarlemmermeer ·
Heemskerk ·
Heemstede ·
Heiloo ·
Hilversum ·
Hollands Kroon ·
Hoorn ·
Huizen ·
Koggenland ·
Landsmeer ·
Laren ·
Medemblik ·
Oostzaan ·
Opmeer ·
Ouder-Amstel ·
Purmerend ·
Schagen ·
Stede Broec ·
Texel ·
Uitgeest ·
Uithoorn ·
Velsen ·
Waterland ·
Weesp ·
Wijdemeren ·
Wormerland ·
Zaanstad ·
Zandvoort